# Cantón de Buenos Aires
Cantón de Buenos Aires är en kanton i Costa Rica.   Den ligger i provinsen Puntarenas, i den sydöstra delen av landet, 130 km sydost om huvudstaden San José. Antalet invånare är 45 244. Arean är 2 384 kvadratkilometer.
Terrängen i Cantón de Buenos Aires är huvudsakligen bergig, men den allra närmaste omgivningen är kuperad.